# Superliga polska w piłce ręcznej mężczyzn (2020/2021)
Superliga polska w piłce ręcznej mężczyzn 2020/2021 – 65. edycja najwyższej w hierarchii klasy ligowych rozgrywek piłki ręcznej mężczyzn w Polsce. Tytuł obroniła Łomża Vive Kielce, dla której był to 18. tytuł mistrzowski.

## Zmiany w formacie rozgrywek
Przed sezonem zdecydowano o zrezygnowaniu z fazy play-off, w związku z czym finałowe rezultaty znane były już po zakończeniu rozgrywek w fazy zasadniczej.

## Drużyny
| | Uczestnicy poprzedniej edycji      |    |
| --- | ---------------------------------- | -- |
| KCE | Łomża Vive Kielce                  | 1  |
| PLO | Orlen Wisła Płock                  | 2  |
| ZAB | NMC Górnik Zabrze                  | 3  |
| PUL | Azoty-Puławy                       | 4  |
| OPO | Gwardia Opole                      | 5  |
| KAL | MKS Kalisz                         | 6  |
| LUB | Zagłębie Lubin                     | 7  |
| SZC | Pogoń Szczecin                     | 8  |
| GLO | Chrobry Głogów                     | 9  |
| PIO | Piotrkowianin Piotrków Trybunalski | 10 |
| KWI | MMTS Kwidzyn                       | 11 |
| GDA | Wybrzeże Gdańsk                    | 12 |
| MIE | Stal Mielec                        | 13 |
| TAR | Grupa Azoty SPR Tarnów             | 14 |
| Oznaczenia: - kolumna pierwsza – skróty nazw drużyn wpisane na mapie, - kolumna trzecia – miejsce zajęte przez daną drużynę w poprzednim sezonie. |                                    |    |

## Tabela
awans do Ligi Mistrzów
     awans do Ligi Europejskiej
1. EEEEEE

1. EEEEEE

1. EEEEEE

1. EEEEEE

| Lp | Drużyna                            | M  | Mecze | Mecze | Mecze | Mecze | Bramki | Bramki | Bramki | Pkt | Uwagi |
| Lp | Drużyna                            | M  | W3    | W2    | P1    | P0    | +      | -      | +/-    | Pkt | Uwagi |
| -- | ---------------------------------- | -- | ----- | ----- | ----- | ----- | ------ | ------ | ------ | --- | ----- |
| 1  | Łomża Vive Kielce                  | 26 | 25    | 1     | 0     | 0     | 919    | 662    | +257   | 77  |       |
| 2  | Orlen Wisła Płock                  | 26 | 23    | 0     | 1     | 2     | 791    | 570    | +221   | 70  |       |
| 3  | Azoty-Puławy                       | 26 | 20    | 0     | 1     | 5     | 846    | 687    | +159   | 61  |       |
| 4  | NMC Górnik Zabrze                  | 26 | 19    | 0     | 0     | 7     | 689    | 615    | +74    | 57  |       |
| 5  | Gwardia Opole                      | 26 | 12    | 1     | 1     | 12    | 735    | 731    | +4     | 39  |       |
| 6  | MKS Kalisz                         | 26 | 11    | 2     | 0     | 13    | 688    | 704    | −16    | 37  |       |
| 7  | Chrobry Głogów                     | 26 | 10    | 2     | 1     | 13    | 725    | 792    | −67    | 35  |       |
| 8  | Pogoń Szczecin                     | 26 | 11    | 0     | 1     | 14    | 687    | 743    | −56    | 34  |       |
| 9  | Zagłębie Lubin                     | 26 | 8     | 0     | 5     | 13    | 685    | 757    | −72    | 29  |       |
| 10 | MMTS Kwidzyn                       | 26 | 7     | 2     | 1     | 16    | 624    | 721    | −97    | 26  |       |
| 11 | Wybrzeże Gdańsk                    | 26 | 6     | 2     | 1     | 17    | 655    | 762    | −107   | 23  |       |
| 12 | Grupa Azoty SPR Tarnów             | 26 | 7     | 0     | 0     | 19    | 646    | 754    | −108   | 21  |       |
| 13 | Piotrkowianin Piotrków Trybunalski | 26 | 5     | 2     | 1     | 18    | 702    | 779    | −77    | 20  |       |
| 14 | Stal Mielec                        | 26 | 4     | 2     | 1     | 19    | 655    | 770    | −115   | 17  |       |

Źródło: pgnig-superliga.pl (pol.)
Lp = pozycja; M = liczba meczów rozegranych;   W3 = liczba meczów wygranych za 3 pkt; W2 = liczba meczów wygranych za 2 pkt;
 P1 = liczba meczów przegranych po dogrywce/karnych (za 1 pkt); P0 = liczba meczów przegranych bez dogrywki/karnych;
B+ = bramki zdobyte; B- = bramki stracone;  Pkt = liczba zdobytych punktów